# Carly Gullickson
Carly Gullickson (* 26. November 1986 in Cincinnati, Ohio) ist wie ihre Schwester Chelsey Gullickson eine ehemalige US-amerikanische Tennisspielerin.

## Karriere
Gullickson, die im Alter von neun Jahren mit dem Tennissport begann, spielte am liebsten auf Rasenplätzen.
Ihr größter sportlicher Erfolg war der Sieg 2009 im Mixed der US Open zusammen mit Travis Parrott. Sie besiegten im Endspiel die an Nummer 2 gesetzten Titelverteidigerinnen Cara Black und Leander Paes in zwei Sätzen.
Im Einzel trug sie sich bei ITF-Turnieren zweimal in die Siegerliste ein. Im Doppel gewann sie auf der WTA Tour mit wechselnden Partnerinnen ebenfalls zwei Turniere sowie 18 ITF-Titel.
Seit Ende April 2012 ist Gullickson auf der Damentour nicht mehr angetreten, seit 2013 wird sie in den Weltranglisten nicht mehr geführt.

## Turniersiege

### Einzel
| Nr. | Datum         | Turnier         | Kategorie   | Belag     | Finalgegnerin              | Ergebnis      |
| --- | ------------- | --------------- | ----------- | --------- | -------------------------- | ------------- |
| 1.  | 16. Mai 2005  | Charlottesville | ITF $50.000 | Hartplatz | Varvara Lepchenko          | 6:4, 6:4      |
| 2.  | 30. März 2008 | Hammond         | ITF $25.000 | Hartplatz | Margalita Tschachnaschwili | 6:4, 4:6, 6:4 |

### Doppel
| Nr. | Datum            | Turnier         | Kategorie    | Belag             | Partnerin            | Finalgegnerinnen                       | Ergebnis          |
| --- | ---------------- | --------------- | ------------ | ----------------- | -------------------- | -------------------------------------- | ----------------- |
| 1.  | September 2004   | Albuquerque     | ITF $75.000  | Hartplatz         | Maureen Drake        | Stéphanie Dubois María Emilia Salerni  | 6:3, 7:66         |
| 2.  | 7. November 2004 | Québec          | WTA Tier III | Hartplatz (Halle) | María Emilia Salerni | Els Callens Samantha Stosur            | 7:5, 7:5          |
| 3.  | März 2005        | Orange          | ITF $50.000  | Hartplatz         | Jennifer Hopkins     | Leanne Baker Italien                   | 6:3, 6:4          |
| 4.  | April 2005       | Dothan          | ITF $75.000  | Sand              | Galina Woskobojewa   | Julie Ditty Vladimíra Uhlířová         | 4:6, 6:1, 6:2     |
| 5.  | Juli 2005        | Los Gatos       | ITF $50.000  | Hartplatz         | Teryn Ashley         | Lindsay Lee-Waters Kaysie Smashey      | 6:4, 4:6, 6:1     |
| 6.  | November 2005    | Pittsburgh      | ITF $75.000  | Hartplatz (Halle) | Teryn Ashley         | Ashley Harkleroad Bethanie Mattek      | 6:1, 6:0          |
| 7.  | Juni 2006        | Allentown       | ITF $25.000  | Hartplatz         | Tetjana Luschanska   | Ansley Cargill Julie Ditty             | 6:3, 6:4          |
| 8.  | Oktober 2006     | San Francisco   | ITF $50.000  | Hartplatz         | Laura Granville      | Christina Fusano Aleke Tsoubanos       | 6:3, 6:1          |
| 9.  | 5. November 2006 | Québec          | WTA Tier III | Hartplatz (Halle) | Laura Granville      | Jill Craybas Alina Schidkowa           | 6:3, 6:4          |
| 10. | April 2007       | Pelham          | ITF $25.000  | Sand              | Nicole Kriz          | Michaela Paštiková Hana Šromová        | 6:2, 2:6, 6:0     |
| 11. | Januar 2008      | Surprise        | ITF $25.000  | Hartplatz         | Shenay Perry         | Maria Fernanda Alves Betina Jozami     | 6:4, 7:5          |
| 12. | Februar 2008     | La Quinta       | ITF $25.000  | Hartplatz         | Shenay Perry         | Angela Haynes Lindsay Lee-Waters       | 4:6, 6:3, [10:4]  |
| 13. | Juli 2008        | Allentown       | ITF $50.000  | Hartplatz         | Nicole Kriz          | Chan Chin-wei Natalie Grandin          | 6:2, 6:3          |
| 14. | August 2008      | Vancouver       | ITF $50.000  | Hartplatz         | Nicole Kriz          | Christina Fusano Junri Namigata        | 6:74, 6:1, [10:5] |
| 15. | September 2008   | Albuquerque     | ITF $75.000  | Hartplatz         | Julie Ditty          | Jorgelina Cravero Betina Jozami        | 6:3, 6:4          |
| 16. | Oktober 2008     | Lawrenceville   | ITF $50.000  | Hartplatz         | Julie Ditty          | Yayuk Basuki Romana Tedjakusuma        | 3:6, 6:4, [12:10] |
| 17. | April 2009       | Dothan          | ITF $75.000  | Sand              | Julie Ditty          | Jekaterina Bytschkowa Alexandra Panowa | 2:6, 6:1, [10:6]  |
| 18. | Mai 2009         | Charlottesville | ITF $50.000  | Sand              | Nicole Kriz          | Angela Haynes Alina Jidkova            | 7:5, 3:6, [10:7]  |
| 19. | Oktober 2009     | Hamanako        | ITF $25.000  | Teppich           | Nicole Kriz          | Yayuk Basuki Hwang I-hsuan             | 4:6, 7:62, [10:5] |
| 20. | Mai 2010         | Charlottesville | ITF $50.000  | Sand              | Julie Ditty          | Alexandra Mueller Ahsha Rolle          | 6:4, 6:3          |

### Mixed
| Nr. | Datum              | Turnier | Kategorie  | Belag     | Partner        | Finalgegner             | Ergebnis |
| --- | ------------------ | ------- | ---------- | --------- | -------------- | ----------------------- | -------- |
| 1.  | 12. September 2009 | US Open | Grand Slam | Hartplatz | Travis Parrott | Leander Paes Cara Black | 6:2, 6:4 |